# Castellana Sicula
Pour les articles homonymes, voir Castellana et Sicula.
Castellana Sicula est une commune italienne de la province de Palerme dans la région Sicile en Italie.

## Géographie
La commune est située sur le territoire du parc naturel régional des Madonie.

## Administration
| Période                                  | Période  | Identité         | Étiquette | Qualité |
| ---------------------------------------- | -------- | ---------------- | --------- | ------- |
| 2017                                     | en cours | Franco Calderaro |           |         |
| Les données manquantes sont à compléter. |          |                  |           |         |

### Hameaux
Nociazzi, Calcarelli, Catalani

### Communes limitrophes
Petralia Sottana, Polizzi Generosa, Villalba